# عمر بيريز
عمر بيريز (بالإسبانية: Omar Sebastián Pérez)‏ (29 مارس 1981 سانتياغو ديل استيرو الأرجنتين - ) هو لاعب كرة قدم أرجنتيني يلعب كلاعب وسط.

## وصلات خارجية
عمر بيريز على موقع قاعدة بيانات كرة القدم.إي يو (الإنجليزية)
- عمر بيريز على موقع Soccerway.com (الإنجليزية)
- عمر بيريز على موقع عالم كرة القدم.نت (الإنجليزية)
- عمر بيريز على موقع AS.com (الإسبانية)